# 迪埃貝多·弗朗西斯·凱雷
迪埃贝多·弗朗西斯·凯雷（法語：Diébédo Francis Kéré，1965年4月10日—）布基纳法索建筑师、教育家和社会活动家，2022年普利兹克建筑奖获得者，是首位获得该奖的非洲人和黑人。

## 生平
凯雷出生于上沃尔特（今布基纳法索）布爾古省甘多村，他是村裡第一个被送去上学的孩子，因为他的村长父亲希望他的长子能够阅读和翻译他收到的信件。因为甘多当地没有学校，所以他7岁时不得不离开家乡与其叔叔一起住在城里。之后以木匠的身份来到德国学习，学徒期过后进入柏林工业大学学习建筑学，2004年毕业。凯雷的作品分布在非洲、欧洲和美国等地，包括各种临时和永久性建筑。其建筑作品集美观、谦逊、大胆和创新于一体，力图为社区打造一个动力源泉，于功能上满足基本需求，于本质上弥补社会不公。

## 作品图集

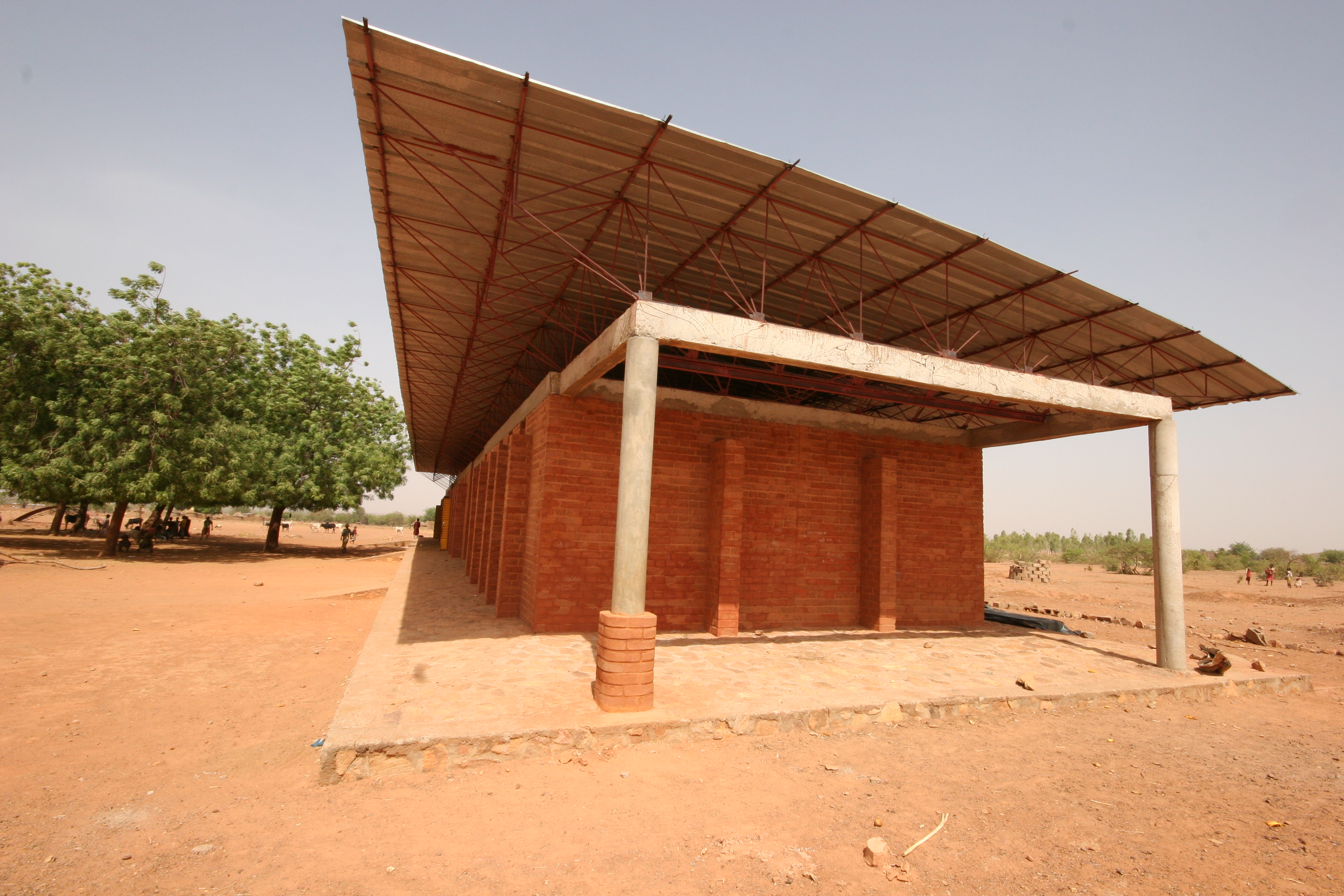
Primary School Gando
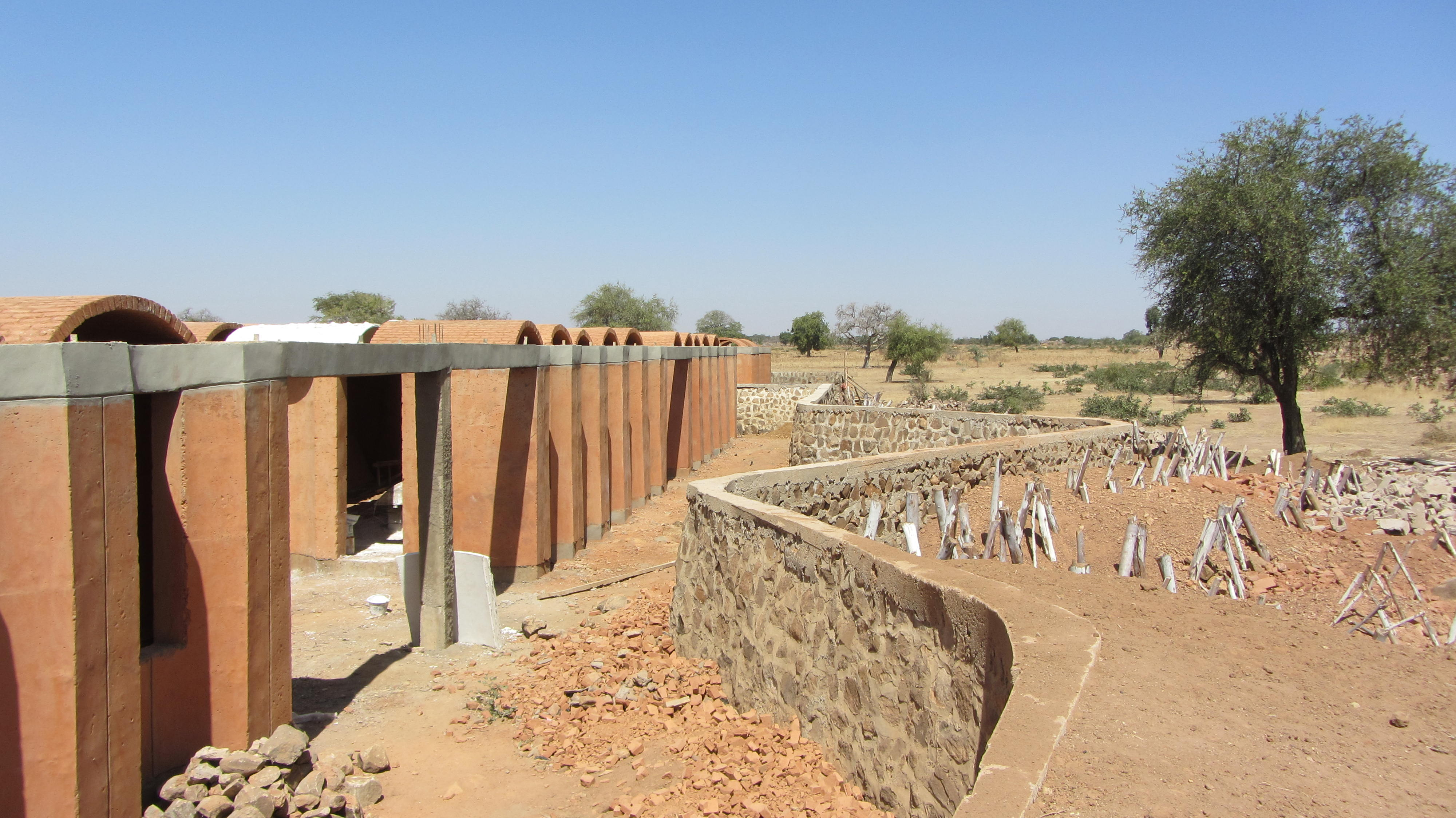
Gando Secondary School
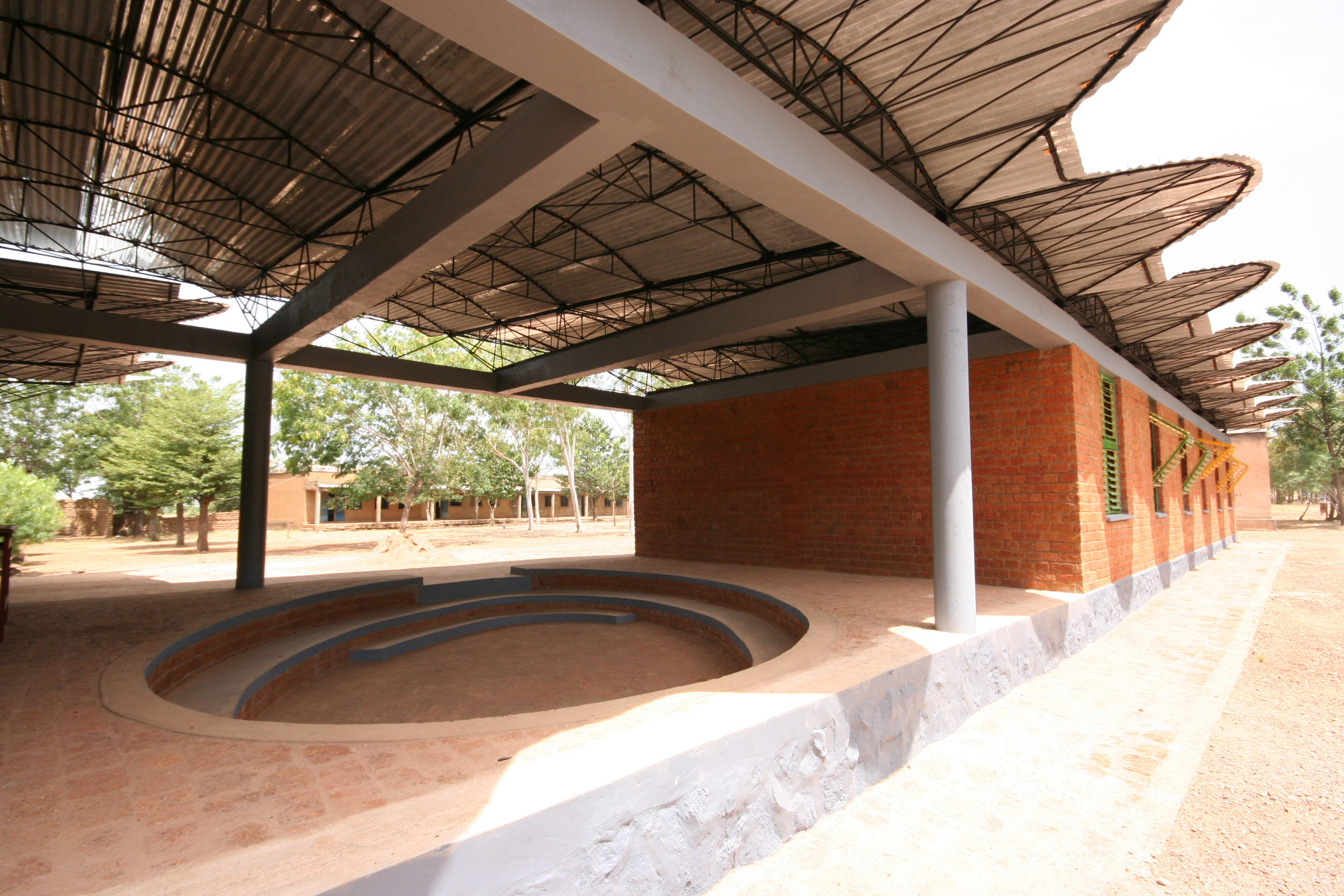
Dano Secondary School
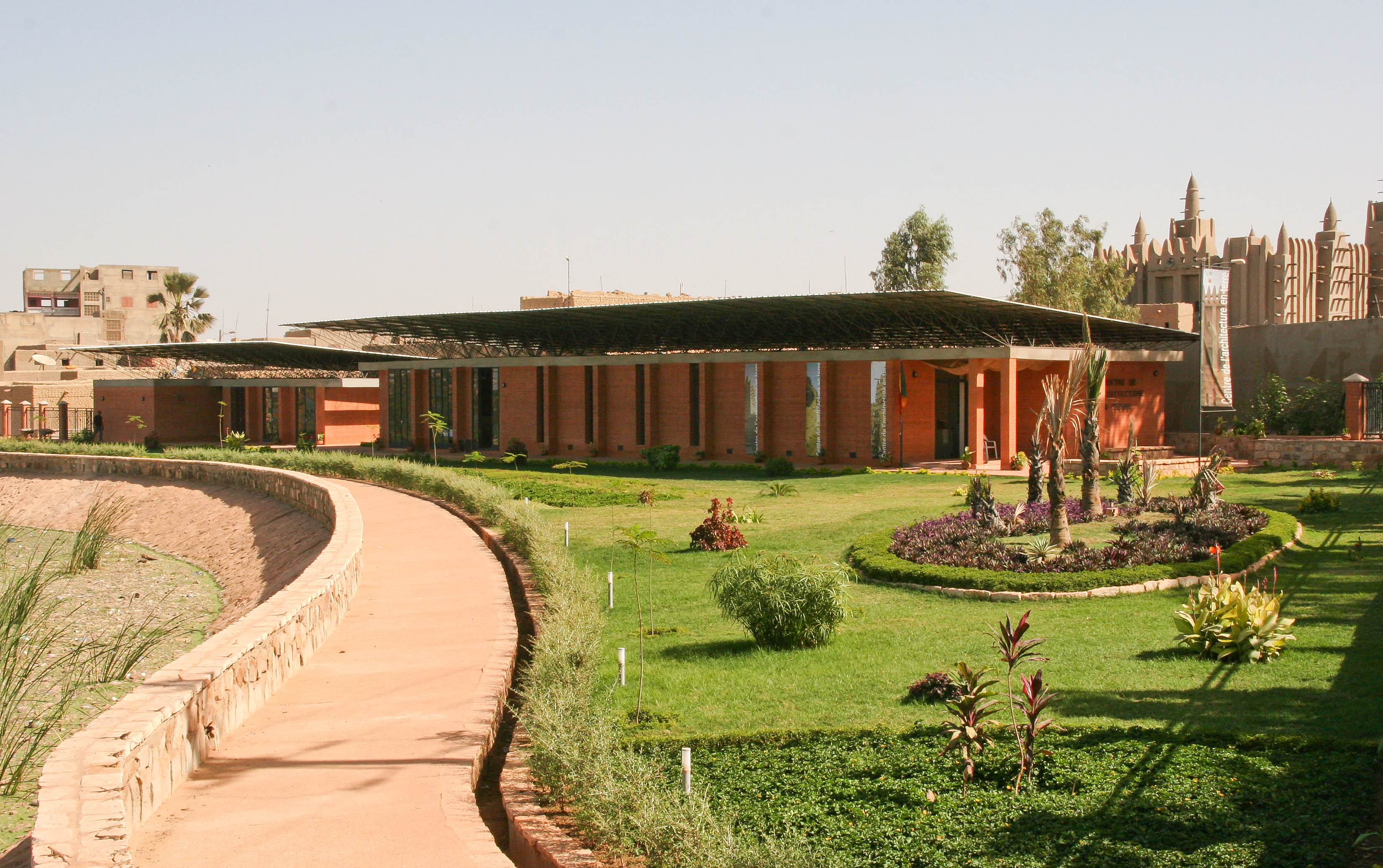
马里Centre for Earth Architecture
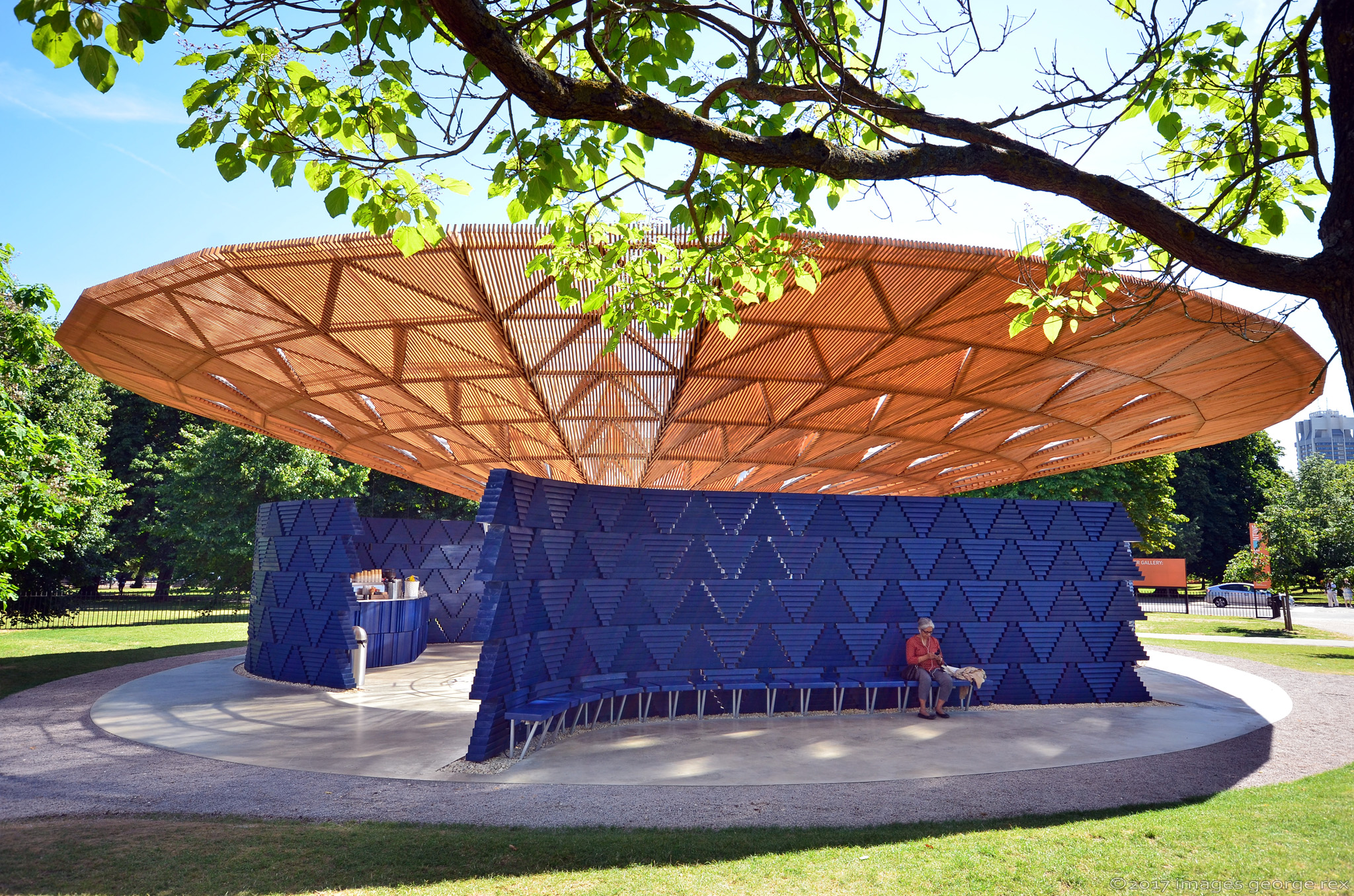
英国伦敦蛇形画廊